# Embalse de Imnam
El embalse de Imnam, también llamado de Kumgangsan, se encuentra en el río Bukhan o Bukhangang, en Corea del Norte. La presa se construyó entre 1986 y 2003 en la provincia de Kangwon.
El río Bukhan o Bujan es un afluente del río Han, que atraviesa Seúl, la capital de Corea del Sur. Este país lo consideró inmediatamente una amenaza para su seguridad ya que se encuentra solo a 19 km de la zona desmilitarizada y retiene una enorme cantidad de agua que podría ser arrojada sobre Seúl. Como consecuencia, Corea del Sur construyó el embalse de la Paz.

## Características
La presa tiene una longitud de 710 m, una altura de 121,5 m y el embalse puede contener 2.620 millones de m³ de agua. Se encuentra en los montes Kumgang. La obra requirió el desalojo de la capital del condado, Changdo, y de 14 pueblos (Jisok-ri, Pankyo-ri, Sinsong-ri, Songdo-ri, Kisong-ri, Tangsan-ri, Tohwa-ri, Tumok-ri, Myongchon-ri, Imnam-ri, Taejong-ri, Jon-ri, Onpae-ri et Cholpaek-ri).
Las aguas son dirigidas a una central hidroeléctrica de 810 MW que vierte las aguas directamente al mar del Japón, con lo que Seúl ha sufrido un descenso del 12% en su aprovisionamiento de agua y se ha convertido en otro foco de tensión.